# Левченко Михайло Олександрович
Миха́йло Олекса́ндрович Ле́вченко (1922—1989) — український письменник, доктор філологічних наук, професор.

## Життєпис
Навчався в Київському університеті. 1943 року відправився на фронт. Полковий розвідник, командир стрілецького відділення. Згодом працював в газеті «Патріот Батьківщини». Брав участь у боях за Київ, Львів, Прагу.
Після війни закінчив Одеський університет. Викладав українську літературу в Криворізькому педагогічному інституті. На початку 1950-х повернувся до Одеси, працював в газеті, вчився.
1954 року захищає кандидатську дисертацію «Маяковський і українська радянська поезія».
В Одеському університеті був засновником окремої кафедри російської літератури — до 1917 року. Доводив слушність розробки курсу історії російської історії кінця 19 — початку 20 сторіччя.
1966 року захищає докторську дисертацію «Шляхи розвитку української прози».
Протягом 1968—1987 років очолював новостворену кафедру російської літератури в 1968—1987 роках.
Входив до складу Спілки письменників СРСР, заступник голови Одеської обласної філії письменників. Співпрацював в альманасі «Горизонт».
Вийшли друком його роботи
- «На півдні», 1959,
- «Чехов у зв'язках з Україною», 1960,
- «Нескорена молодість», 1961,
- «Роман і сучасність (до проблеми українського радянського роману)», 1963
- «Епос і людина — про розвиток українського радянського роману», 1967,
- «Випробування історією — український дожовтневий роман», 1970
- «Живий серед живих», 1974,
- «Художній літопис вогненних років», 1977

25 січня 1989 року трагічно загинув.